# Zentgrafenstraße (Frankfurt am Main)
Die Zentgrafenstraße in Frankfurt am Main liegt im nordöstlich gelegenen Stadtteil Seckbach. Die Straße ist nach einem namentlich nicht überlieferten Zentgrafen benannt, der während der Bauernkriege Wortführer der Seckbacher war.

## Straßenname
Seckbach gehörte seinerzeit zur Grafschaft Bornheimerberg, von der aus das Amt des Zentgrafen ausgeübt wurde.

## Geschichte

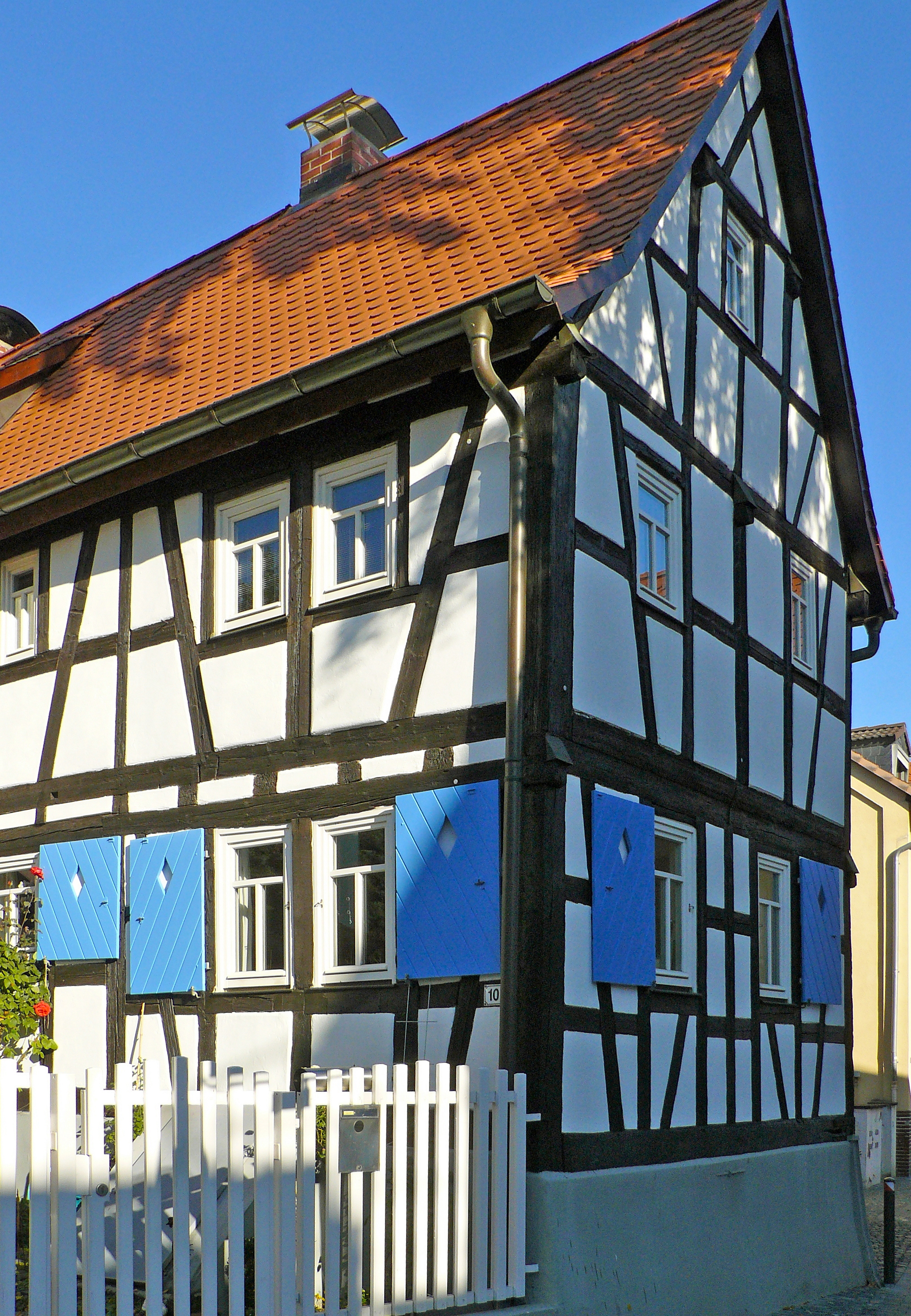
Fachwerkhaus in der Zentgrafenstraße

In der Straße ist das Gemeindezentrum der evangelischen Mariengemeinde mit Kindergarten (1868) und Kinderhort, Gemeindebüro, Gruppenräumen, Kinder- und Jugendbüro angesiedelt. Darüber hinaus grenzt der ummauerte historische Kirchhof mit Friedhof an die Straße. Er bildete früher die Ortsgrenze Seckbachs, nicht jedoch die Gemarkungsgrenze. Friedhof und Marienkirche sind in der Epoche des Barock entstanden und am 7. September 1710 geweiht worden. Eine Reihe historischer Grabsteine stammt aus dieser Zeit.
Das Krieger-Ehrenmal für die Seckbacher, die während der deutschen Einigungskriege 1864, 1866 und 1870/71 gefallen sind, steht vor dem Kirchhof der Marienkirche.
In den Jahren 1888 und 1909 wurden im Kirchhof Funde aus römischer Zeit ausgegraben, die heute im Historischen Museum in Frankfurt zu sehen sind.
Während des Zweiten Weltkrieges wurden sowohl das große herrschaftlich wirkende Gemeindehaus, das den gesamten Ort dominierte und von den Seckbachern deshalb scherzhaft als Zionsburg bezeichnet wurde, als auch die Marienkirche bei den Luftangriffen auf Frankfurt am Main durch Bombeneinwirkung zerstört. In der Nachkriegszeit förderte der damalige evangelische Pfarrer Karl Goebels (1901–1991), später Propst in Frankfurt am Main, den Wiederaufbau, an dem sich viele Seckbacher mit großem Engagement aktiv beteiligten. Beide Gebäude wurden in deutlich schlichterer Form wiedererrichtet.
Im nördlichen Teilabschnitt der heutigen Zentgrafenstraße entstand in der Nachkriegszeit eine Siedlung für Heimatvertriebene und Ausgebombte. Die ehemals neben dem Kirchhof endende Straße wurde aus diesem Grund bis zur damaligen Staffelstraße (heute: Im Staffel) verlängert. Das früher zur Zentgrafenstraße zählende Straßenteilstück neben dem Kirchhof erhielt später den Namen An der Marienkirche.

## Straßenverlauf
Die Zentgrafenstraße ist in ihrem südlichen Teil stark, in ihrem nördlichen Teil moderat ansteigend und orientiert sich insgesamt in Richtung des zwischen 1910 und 1913 angelegten Volksparks Auf dem Huth. Ein früherer Bachlauf, der im Frühjahr viel Wasser führte, war die Eller, die wegen des Wohnsiedlungsbaus 1949 trockengelegt wurde. Nach diesem Bachlauf ist heute die Ellerstraße benannt, eine von der Zentgrafenstraße abzweigende kleine Nebenstraße. Die insgesamt als eng zu bezeichnende Zentgrafenstraße ist im südlichen Teil mit größeren Wohnhäusern bebaut, die überwiegend in den 1950er und 1960er Jahren entstanden sind, während der nördliche Teil einen architektonisch einheitlichen Baustil aufweist. Hier zweigen begrünte Wege als Zugang zu den verschiedenen Hauseingängen ab. Im südlichen Teil der Straße gibt es einen Bestand mit alten hohen Bäumen, begünstigt durch den angrenzenden Kirchhof der Mariengemeinde. Die historische Umfriedung des Kirchhofes, der teilweise direkt an die Straße grenzt, stammt noch aus dem Jahr 1710. Für Kinder gibt es an der Zentgrafenstraße den Spielplatz Alter Seckbacher Friedhof.

## Gebäude
Eine Reihe von Häusern in der Straße stehen unter Denkmalschutz, siehe hierzu auch die Liste der Kulturdenkmäler in Frankfurt-Seckbach.
| Bild                | Bezeichnung                      | Lage                                                  | Beschreibung                                                                  | Bauzeit         | Daten |
| ------------------- | -------------------------------- | ----------------------------------------------------- | ----------------------------------------------------------------------------- | --------------- | ----- |
| Zentgrafenstraße 1  | Fachwerkhaus Zentgrafenstraße 1  | Zentgrafenstraße 1 LageFlur: 7, Flurstück: 44/1       | Im Kern barockes Fachwerkhaus unter Verputz mit Anbauten des 19. Jahrhunderts | 18. Jahrhundert |       |
| Zentgrafenstraße 2  | Fachwerkhaus Zentgrafenstraße 2  | Zentgrafenstraße 2 LageFlur: 7, Flurstück: 28         | Barockes Fachwerkhaus mit Holzverschindelung und Anbau des 20. Jahrhunderts   | 18. Jahrhundert |       |
| Zentgrafenstraße 3  | Hofreite Zentgrafenstraße 3      | Zentgrafenstraße 3 LageFlur: 7, Flurstück: 43, 81     | Hofreite aus barockem Fachwerkhaus mit Holzverschindelung                     | 17. Jahrhundert |       |
| weitere Bilder      | Fachwerkhaus Zentgrafenstraße 4  | Zentgrafenstraße 4 LageFlur: 7, Flurstück: 29/1       | Barockes Fachwerkhaus hinter Holzverschindelung                               | 18. Jahrhundert |       |
| Zentgrafenstraße 5  | Fachwerkhaus Zentgrafenstraße 5  | Zentgrafenstraße 5 LageFlur: 7, Flurstück: 42/1       | Barockes Fachwerkhaus                                                         | 18. Jahrhundert |       |
| Zentgrafenstraße 6  | Hofreite Zentgrafenstraße 6      | Zentgrafenstraße 6 LageFlur: 7, Flurstück: 30/1, 30/2 | Barocke Hofreite aus Fachwerkwohnhaus mit Mannfiguren und Scheune             | 18. Jahrhundert |       |
| Zentgrafenstraße 8  | Mietshaus Zentgrafenstraße 8     | Zentgrafenstraße 8 LageFlur: 7, Flurstück: 31         | Mietshaus in Formen der Neurenaissance vor einem Neubau                       | 1908            |       |
| Zentgrafenstraße 9  | Fachwerkhaus Zentgrafenstraße 9  | Zentgrafenstraße 9 LageFlur: 7, Flurstück: 40         | Im Kern barockes Fachwerkhaus unter Verputz mit Anbauten des 20. Jahrhunderts | 18. Jahrhundert |       |
| Zentgrafenstraße 10 | Fachwerkhaus Zentgrafenstraße 10 | Zentgrafenstraße 10 LageFlur: 7, Flurstück: 39        | Barockes Fachwerkhaus mit Scheunenanbau                                       | 1723            |       |